# Альбер II (князь Монако)
Його Світлість Володар Князь Альбер II (фр. Albert II de Monaco, повне ім'я Альбер Олександр Луї П'єр Грімальді; нар. 14 березня 1958) з правлячого дому Грімальді — монакський державний діяч, спортсмен та спортивний функціонер; голова держави Монако з 6 квітня 2005 року, вступив на престол 12 липня 2005 р.

## Біографія
Альбер II народився 14 березня 1958 у палаці Грімальді в Монако. Син князя Реньє III і його дружини, американської актриси Грейс Келлі. Альбер II має титул «14-й князь Монакський, герцог де Валентинуа, маркіз де Бо, граф де Карладе, барон де Бюї, володар Сен-Ремі і Матіньйон, граф де Торін, барон де Сен-Ло і Ла Лютум'є, герцог д'Етотевілль, де Мазаріні, де Мейлеран і де Маєнн, принц де Шато-Борса, граф де Феретт, де Бельфор, дю Танн і де Ружмон, барон фон Альткірхе, володар Тенгейма, маркіз де Сіллі, граф де Лонжюмо, барон де Матті, маркіз де Жискар».
У 1976 Альбер з відзнакою закінчив Ліцей імені Альбера I в Монако. У 1977—1981 роках навчався у США в Емгерстському коледжі в Массачусетсі і отримав звання ліценціата політичних наук. У списку дисциплін, які вивчав Альбер, значилися також економіка, психологія, філософія, історія мистецтв, антропологія та соціологія. Крім того, майбутній правитель Монако співав в університетському хорі і навіть гастролював разом з ним у Європі і на Близькому Сході.
Альбер з дитинства вільно володів французькою і англійською мовами, а згодом вивчив також італійську, німецьку та іспанську.
У 1981—1982 роках він перебував на дійсній військовій службі, яку відбував як лейтенант на борту французького вертольотоносця «Жанна д'Арк». Як наслідний принц Альбер велику увагу приділяв соціальним і гуманітарним питанням, а також благодійності, очолюючи, зокрема, організацію Червоного Хреста в Монако.
В останні роки правління у зв'язку з послабленим здоров'ям князь Реньє III передав синові частину функцій, пов'язаних з поточним управлінням князівством і його міжнародними справами. На Альбера були покладені, зокрема, обов'язки представника Монако в ООН, а в 2004-ому він представляв князівство на офіційній церемонії вступу Монако до Ради Європи, що проходила в Страсбурзі.
Альбер II активно співпрацює з ООН і завоював повагу цієї організації, зокрема, у 2006 році він був призначений покровителем «Року Дельфіна» і офіційно відкрив його 17 вересня 2006 р.
Альбер відомий також як великий шанувальник спорту. Він майже професійно грав у футбол, гандбол, захоплювався плаванням, легкою атлетикою, дзюдо. Крім того, він брав участь в ралі Париж—Дакар і чотири рази виступав на Олімпійських іграх як бобслеіст. З 1994 року він очолює Олімпійський комітет Монако, крім того, стоїть на чолі низки інших спортивних асоціацій і є членом МОК.
У свої 52 Альбер залишався неодруженим і вважався одним з найзавидніших наречених Європи. Йому приписують численні романи, бульварна преса уважно стежить за його особистим життям. Альбер визнав батьківство двох дітей — дівчинки (1992) і хлопчика (2003) — від двох різних жінок. Вони не мають прав на престол.
Той факт, що наслідний принц залишається парубком, у свій час чимало турбував князя Реньє III. У 2000 р. він навіть заявив в одному з інтерв'ю, що готовий був би передати престол синові, але спочатку тому треба завести сім'ю і мати спадкоємця.
У 2002 р., щоб забезпечити престолонаслідування і гарантувати збереження корони за династією Грімальді, історія якої налічує вже понад 700 років, були внесені зміни до конституції Монако. Новий закон передбачає, що правом успадкування можуть користуватися брати і сестри покійного монарха, а також його племінники та племінниці. Таким чином, спадкоємцями Альбера можуть стати його рідні сестри — старша і молодша Кароліна Стефанія, або хтось з їхніх семи дітей.
31 березня 2005 року князь Реньє III, будучи вже занадто хворим, щоб виконувати свої обов'язки (помер 6 квітня 2005 року), передав владу князю Альберу.
19 листопада 2005 р. відбулась урочиста церемонія коронації князя Альбера ІІ в Соборі Св. Миколи, за участі архієпископа Монако.

## Шлюб та сім'я
Докладніше: Шлюб Альбера II, князя Монако та Шарлін Віттсток
23 червня 2010 р. Альбер II оголосив про заручини з плавчинею з ПАР 32-річною Шарлін Віттсток. Відносини Альбера і Шарлін почалися в 2006-му, а про перспективу одруження монарха заговорили навесні 2008 року.
Князь Монако Альбер II та Шарлін Віттсток одружилися 1 липня 2011 р. Цивільна церемонія одруження пройшла в тронному залі князівського палацу Монако на Лазурному березі. Після одруження Шарлін Віттсток отримала титул княгині Шарлін. Весілля 53-річного князя та 33-річної красуні з ПАР стало однією з головних новин всіх європейських ЗМІ.
10 грудня 2014 року княгиня Шарлін народила близнюків, хлопчика та дівчинку. Пологи пройшли за допомогою кесаревого розтину. Дітей назвали Жак-Оноре-Реньє та Габріелла-Тереза-Марія. Син отримав титули наслідного принца Монако та маркіза де Бо, а дочка — принцеси Монако та графині де Карладез.

## Герб
Червоні ромби на білому тлі. Девіз роду Гарімальді: «Deo Juvante» (лат. З Божою поміччю).